# Hội đồng Tối cao Khảo cổ học
Hội đồng Tối cao Khảo cổ học (tiếng Anh: Supreme Council of Antiquities, viết tắt là SCA) là một cơ quan trực thuộc Bộ Văn hóa Ai Cập có chức năng bảo tồn, bảo vệ và soạn thảo quy chế về cổ vật và công tác khảo cổ học ở Ai Cập.
Từ 1971-1994, cơ quan này trước có tên là Tổ chức Khảo cổ Ai Cập. Trước đó nữa lại có tên là Cục Khảo cổ hoặc Cơ quan Khảo cổ, có lịch sử từ giữa thế kỷ 19.
Chủ tịch Hội đồng từ năm 2002 đến này là tiến sĩ Zahi Hawass.